# Reattori nucleari navali degli Stati Uniti d'America

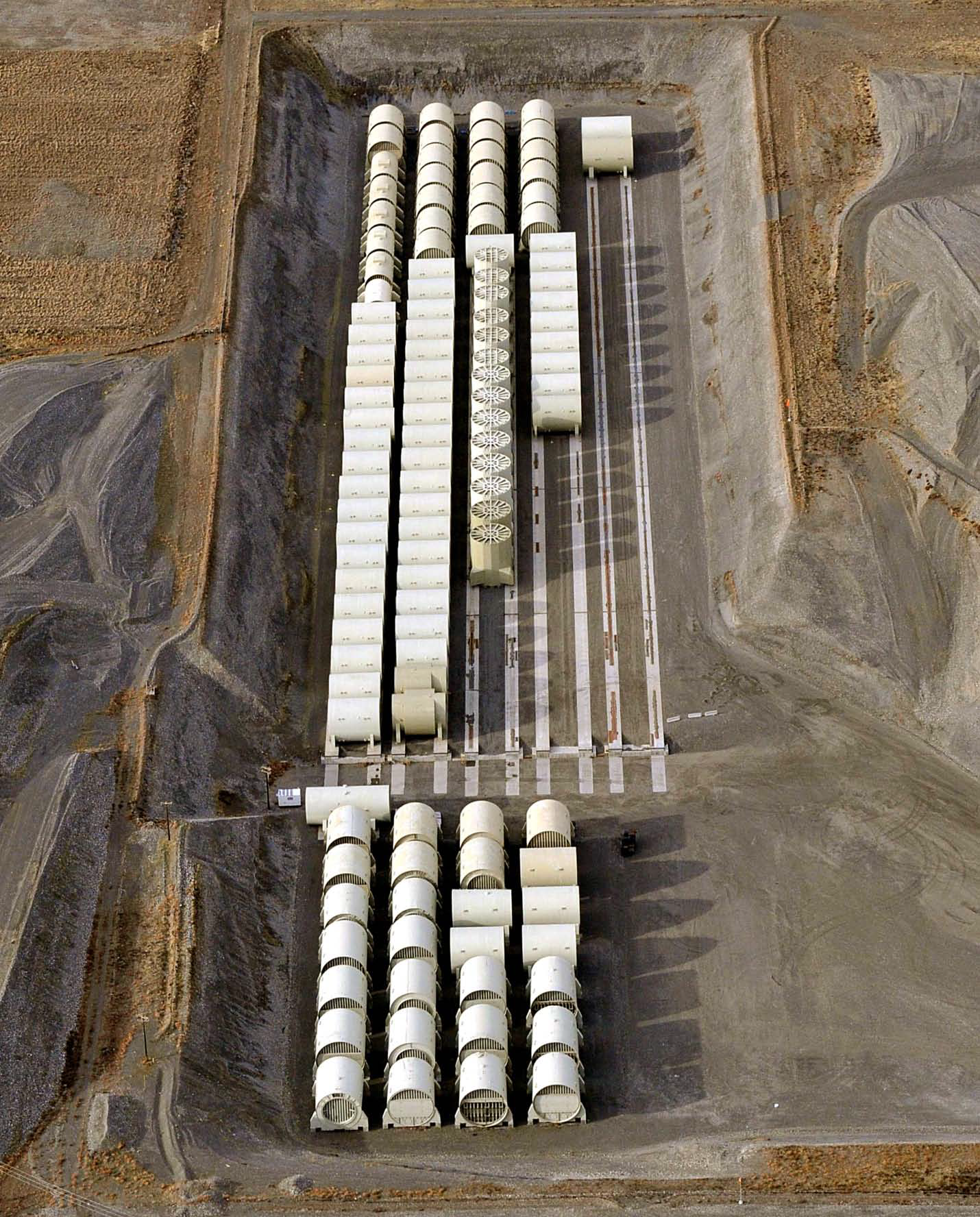
Il sito di smaltimento di reattori navali, Trincea 94 200 Area Est Hanford Site nella contea di Benton, nello stato americano di Washington, nel novembre 2009. Contenitori di compartimenti reattori immagazzinati di classe pre -Los Angeles, classe Los Angeles ed incrociatori.

I reattori navali degli Stati Uniti sono reattori nucleari utilizzati dalla Marina degli Stati Uniti a bordo di specifiche unità navali per generare il vapore necessario per la propulsione, per la produzione di energia elettrica, per catapultare gli aerei nelle portaerei e per altri usi minori. Tutti i sottomarini e tutte le superportaerei della Marina degli Stati Uniti in servizio dal 1975 sono a propulsione nucleare, con l'ultima portaerei convenzionale, USS Kitty Hawk, dismessa nel maggio 2009. La Marina degli Stati Uniti aveva, inoltre, nove incrociatori a propulsione nucleare dotati di tali reattori, ma anche questi sono stati tutti dismessi.
La progettazione dei reattori è affidata a diversi appaltatori industriali e avviene in strutture di proprietà del Dipartimento dell'Energia, ma gestite dall'appaltatore principale. Tra queste: Bettis Atomic Power Laboratory a West Mifflin in Pennsylvania e il suo associato Naval Reactors Facility in Idaho, e Knolls Atomic Power Laboratory a Niskayuna, New York ed il suo sito associato Kesselring a West Milton, New York, tutti sotto la gestione dell'ufficio di Naval Reactors. A volte venivano costruiti prototipi di impianti nucleari a grandezza naturale presso la Naval Reactors Facility di Kesselring e Windsor (nel Connecticut) per testare gli impianti nucleari, che vennero utilizzati per anni per addestrare marinai qualificati nel settore nucleare.

## Designazioni dei reattori
A ciascun progetto di reattore viene assegnata una designazione di tre caratteri composta da:
- Una lettera per il tipo di nave a cui è destinato il reattore ("A" per portaerei, "C" per incrociatore, "D" per cacciatorpediniere e "S" per sottomarino )
- Un numero di generazione consecutiva
- Una lettera per il progettista del reattore ("W" per Westinghouse, "G" per General Electric, "C" per Combustion Engineering e "B" per Bechtel)

Ad esempio, un reattore S9G rappresenta un reattore sottomarino (S), di nona generazione (9), progettato dalla General Electric (G).

## Storia
L’analisi concettuale della propulsione navale a energia nucleare negli Stati Uniti ebbe inizio negli anni 1940. Le ricerche per lo sviluppo dei reattori nucleari destinati alla Marina iniziarono nel 1948 presso il Bettis Atomic Power Laboratory a West Mifflin, in Pennsylvania. Sotto la direzione dell’ammiraglio Hyman G. Rickover, il primo impianto prototipo, denominato S1W, venne avviato nel 1953 presso il Naval Reactors Facility in Idaho. Il laboratorio Bettis e la struttura dell’Idaho furono inizialmente, e per molti anni, gestiti dalla Westinghouse. 
La prima unità navale a propulsione nucleare fu il sottomarino USS Nautilus, che salpò nel 1955. Questo segnò l’inizio di un’importante evoluzione: i sottomarini passarono da mezzi lenti e dalla limitata autonomia a imbarcazioni in grado di navigare sommerse a velocità di 20–25 nodi (37–46 km/h) per settimane. Il reattore S2W alimentava il Nautilus, mentre l’addestramento dell’equipaggio avveniva sul prototipo terrestre S1W presso l’INL.
Il secondo sottomarino nucleare fu USS Seawolf, inizialmente dotato di un reattore raffreddato a sodio S2G e supportato dal prototipo terrestre S1G situato presso il sito di Kesselring, gestito dal Knolls Atomic Power Laboratory sotto la General Electric. Un secondo reattore S2G fu costruito come riserva, ma non venne mai utilizzato. A causa di frequenti problemi ai surriscaldatori, le prestazioni del Seawolf risultarono inferiori rispetto a quelle del Nautilus. I rischi associati al raffreddamento a sodio portarono l’ammiraglio Rickover a scegliere il reattore ad acqua pressurizzata (PWR) come standard per la Marina. Il reattore della Seawolf fu quindi sostituito con l’S2Wa, che utilizzava componenti del reattore di riserva del programma Nautilus.
Da allora, tutti i reattori navali statunitensi sono stati di tipo PWR. Anche la Marina sovietica adottò prevalentemente PWR, ma sperimentò anche reattori a metallo liquido raffreddati con piombo-bismuto (LMFR), impiegati su otto sottomarini, tra cui il K-27 e i sette della classe Alfa.
Il successo della USS Nautilus portò allo sviluppo parallelo di altri sottomarini, come quelli della classe Skate, alimentati da un singolo reattore, e della portaerei USS Enterprise, entrata in servizio nel 1960 con otto reattori A2W. Seguirono anche incrociatori a propulsione nucleare, come la USS Long Beach, operativa dal 1961 con due reattori C1W. L’Enterprise rimase in servizio per oltre cinquant’anni e fu disattivata nel 2012.
Gli impianti prototipo a terra costruiti in Idaho, New York e Connecticut precedettero la produzione di varie generazioni di reattori navali statunitensi, pur non rappresentandole tutte. Oltre alla fase di test, tali impianti vennero utilizzati per molti anni per l’addestramento degli operatori della Marina. Ad esempio, il prototipo A1W sviluppato nel Naval Reactors Facility portò alla realizzazione dei reattori A2W impiegati sulla Enterprise. Già nel 1962, la Marina disponeva di 26 sottomarini nucleari operativi e di 30 in costruzione. L’energia nucleare aveva ormai rivoluzionato la flotta statunitense.
Gli Stati Uniti condivisero la tecnologia con il Regno Unito, mentre Francia, Cina e Unione Sovietica svilupparono autonomamente le proprie versioni.
Dopo la classe Skate, lo sviluppo dei reattori proseguì con una serie standardizzata costruita sia da Westinghouse sia da General Electric, con un reattore per ogni unità navale. La Rolls-Royce realizzò un progetto simile per la Royal Navy, denominato PWR1, e successivamente sviluppò il PWR2. Numerosi sottomarini statunitensi furono dotati del reattore S5W.
Alla fine della Guerra Fredda, nel 1989, erano oltre 400 i sottomarini a propulsione nucleare in servizio o in costruzione. Oggi circa 250 di essi sono stati smantellati, o la loro costruzione annullata, per via dei programmi di riduzione degli armamenti. La Marina statunitense e quella russa ne avevano oltre un centinaio ciascuna, mentre il Regno Unito e la Francia meno di venti, e la Cina sei. Attualmente, il numero complessivo si aggira intorno ai 160.
Gli Stati Uniti sono l’unica nazione a impiegare portaerei a propulsione nucleare (dieci unità), mentre la Russia dispone di incrociatori nucleari. Inoltre, la Russia ha in servizio o in costruzione otto rompighiaccio a propulsione nucleare.
Dal 1948 a oggi, il programma nucleare navale statunitense ha sviluppato 27 diversi progetti di impianti, installati su 210 navi, con 500 reattori entrati in funzione. L’esperienza accumulata è pari a oltre 5.400 anni-reattore e più di 128 milioni di miglia percorse in sicurezza. Inoltre, 98 sottomarini e sei incrociatori nucleari sono stati riciclati.
La Marina statunitense non ha mai reso pubblici dettagli su eventuali incidenti ai reattori, anche se si è verificato almeno un guasto al sistema di raffreddamento a bordo della USS Guardfish. 
Tutti e nove gli incrociatori nucleari della Marina statunitense sono stati radiati e, se non ancora smantellati, sono destinati al riciclo.
Nonostante nessun incidente abbia provocato l’affondamento di unità navali statunitensi, due sottomarini nucleari, la USS Thresher e la USS Scorpion, sono andati perduti in mare. Le condizioni dei loro reattori non sono state rese pubbliche, anche se i relitti sono stati esaminati dalla Marina con l’aiuto di Sottomarini a comando remoto (ROV) sotto la supervisione di Robert Ballard.
Infine, il Congresso degli Stati Uniti ha imposto alla Marina l’obbligo di considerare la propulsione nucleare per tutti i futuri grandi mezzi da combattimento di superficie (come incrociatori e cacciatorpediniere) e le navi d’assalto anfibio. Se un’analisi dei costi complessivi ne confermerà la convenienza, i nuovi progetti (come la classe CG(X)) potrebbero adottare la propulsione nucleare.

## Impianti di propulsione
I reattori navali attualmente in uso nella Marina degli Stati Uniti sono tutti del tipo ad acqua pressurizzata (pressurized water reactors, PWR), analoghi a quelli impiegati nelle centrali nucleari civili per la produzione di energia elettrica, ma con alcune differenze sostanziali:
- Hanno una densità di potenza elevata in un volume ridotto e utilizzano uranio a basso arricchimento (come avviene per alcuni sottomarini francesi e cinesi) oppure uranio altamente arricchito (oltre il 20% di U-235; i sottomarini statunitensi attualmente impiegano combustibile con un arricchimento di almeno il 93%)[4].
- Presentano una lunga durata del nucleo, tale per cui il rifornimento di combustibile è necessario solo dopo dieci o più anni di utilizzo; nei reattori di ultima generazione si prevede una durata di 25 anni per le portaerei e tra i 10 e i 33 anni per i sottomarini.
- Il progetto consente di mantenere un contenitore a pressione compatto, senza compromettere la sicurezza.

La lunga durata del combustibile è resa possibile grazie all’elevato arricchimento dell’uranio e all’uso di veleni assorbitori di neutroni consumabili, che si esauriscono progressivamente mentre si accumulano prodotti di fissione e attinidi, i quali agiscono come veleni non consumabili. La riduzione dei veleni consumabili bilancia l’aumento di quelli permanenti, garantendo così un’efficienza stabile del combustibile nel lungo periodo.
Per mantenere l’integrità strutturale del recipiente a pressione compatto nel tempo, è previsto uno schermo interno contro i neutroni. Questa scelta progettuale differisce dai primi modelli sovietici civili, in cui il contenitore, più sottile, subiva un rapido deterioramento a causa della bombardamento neutronico.
Le dimensioni dei reattori variano fino a circa 500 MW termici (equivalenti a circa 165 MW elettrici) nei sottomarini e nelle navi di superficie di maggiori dimensioni. Ad esempio, i sottomarini francesi della classe Rubis utilizzano un reattore da 48 MW, che non richiede rifornimenti per un periodo di 30 anni.
Le marine militari nucleari di Stati Uniti, Regno Unito e Federazione Russa si affidano a una propulsione a turbina a vapore. Le marine francese e cinese, invece, utilizzano la turbina per generare elettricità destinata alla propulsione. La maggior parte dei sottomarini russi e tutte le unità navali di superficie statunitensi costruite dopo la USS Enterprise sono dotate di due o più reattori, mentre i sottomarini statunitensi, britannici, francesi, cinesi e indiani sono alimentati da un solo reattore.
Lo smantellamento dei sottomarini a propulsione nucleare è diventato una delle principali attività per le marine di Stati Uniti e Russia. Dopo la rimozione del combustibile, la prassi statunitense prevede il taglio della sezione contenente il reattore, che viene poi smaltita in siti terrestri come rifiuto a bassa radioattività, nell’ambito del programma Ship-Submarine Recycling Program.